# USS Thomas Hudner (DDG-116)
USS Thomas Hudner (DDG-116) é um navio de guerra da Marinha dos Estados Unidos, construído entre 2015 e 2018. A embarcação pertence a classe Arleigh Burke de contratorpedeiros de mísseis guiados (DDGS).
Comissionado em dezembro de 2018, o USS Thomas Hudner é o 66º navio de sua classe.
O nome do navio é uma homenagem ao condecorado piloto naval Thomas J. Hudner, Jr. que combateu na Guerra da Coreia.